# Bread and Circuses
 (juin 2017).
Si vous disposez d'ouvrages ou d'articles de référence ou si vous connaissez des sites web de qualité traitant du thème abordé ici, merci de compléter l'article en donnant les références utiles à sa vérifiabilité et en les liant à la section « Notes et références ».
Albums de The View
Which Bitch?
(2009) Cheeky for a Reason
(2012)
Singles
1. Sunday
Sortie : 1er novembre 2010
2. Grace
Sortie : 14 mars 2011

Bread and Circuses est le troisième album studio du groupe de rock indépendant et punk rock écossais The View, sorti en 2011.
L'album est enregistré avec le producteur Youth, en 2010. À la fin de cette même année, le groupe effectue une vaste tournée au Royaume-Uni afin de promouvoir l'album.

## Liste des titres
Toutes les chansons sont écrites et composées par Kieren Webster, Kyle Falconer.
| 1.    | Grace                | 3:40 |
| 2.    | Underneath the Light | 4:17 |
| 3.    | Tragic Magic         | 4:02 |
| 4.    | Girl                 | 3:59 |
| 5.    | Life                 | 4:01 |
| 6.    | Friend               | 3:42 |
| 7.    | Beautiful            | 4:03 |
| 8.    | Blondie              | 3:37 |
| 9.    | Sunday               | 4:38 |
| 10.   | Walls                | 3:19 |
| 11.   | Happy                | 4:12 |
| 12.   | Best Lasts Forever   | 6:48 |
| 50:19 |                      |      |

| Titre bonus - Édition numérique | Titre bonus - Édition numérique | Titre bonus - Édition numérique | Titre bonus - Édition numérique | Titre bonus - Édition numérique | Titre bonus - Édition numérique | Titre bonus - Édition numérique | Titre bonus - Édition numérique | Titre bonus - Édition numérique | Titre bonus - Édition numérique |
| No                              | Titre                           | Durée                           |                                 |                                 |                                 |                                 |                                 |                                 |                                 |
| ------------------------------- | ------------------------------- | ------------------------------- | ------------------------------- | ------------------------------- | ------------------------------- | ------------------------------- | ------------------------------- | ------------------------------- | ------------------------------- |
| 13.                             | Witches                         | 2:19                            |                                 |                                 |                                 |                                 |                                 |                                 |                                 |
| 52:38                           |                                 |                                 |                                 |                                 |                                 |                                 |                                 |                                 |                                 |

| 13. | Witches                                         |  |
| 14. | The Bike Song                                   |  |
| 15. | Runaway                                         |  |
| 16. | Wasted Little DJ's (enregistré à Glasgow)       |  |
| 17. | Underneath The Lights (enregistré à Bathgate)   |  |
| 18. | Gem of a Bird (enregistré à Stirling)           |  |
| 19. | Shock Horror (enregistré à Aberdeen Lemon Tree) |  |
|     | 'DVD bonus'                                     |  |
| 1.  | Live At Xing Tut's Wah Wah Hut                  |  |
| 2.  | Grace                                           |  |
| 3.  | Sunday                                          |  |
| 4.  | Making of Grace                                 |  |

## Crédits
| - Kyle Falconer : chant, guitare rythmique, piano, glockenspiel - Pete Reilly : guitare (lead), chœurs - Kieren Webster : basse, chœurs - Steven Morrison : batterie, percussions, cuillers, chœurs - Darren Rennie : claviers, omnichord, chœurs | - Production : Youth - Mastering : John Davis - Mixage : Clive Goddard, Tim Bran - Management : Grant Dickson - Direction artistique, design : Dots Of Joy - Photographie : Andy Willsher |